# Pseudopohlia
Pseudopohlia là một chi rêu trong họ Bryaceae.